# Ambia punctimarginata
Ambia punctimarginata is een vlinder uit de familie van de grasmotten (Crambidae). De wetenschappelijke naam van de soort is voor het eerst gepubliceerd in 1916 door Lionel Walter Rothschild.
De spanwijdte bedraagt 14 millimeter.
De soort komt voor in Papoea (Indonesië).